# Имперский союз германской промышленности
Импе́рский сою́з герма́нской промы́шленности (нем. Reichsverband der Deutschen Industrie, сокр. RdI) — ведущий союз промышленных предпринимателей в Веймарской республике. Решение о создании принято 4 февраля 1919 года. Официально зарегистрирован в Берлине 12 апреля 1919 года как союз, образованный путём слияния трёх крупнейших промышленных объединений страны: «Союза промышленников», «Центрального объединения немецких промышленников» и Ассоциации для защиты интересов химической промышленности Германии. Прекратил существование 19 июня 1933 года в связи с включением его, вместе с Федерацией ассоциаций работодателей Германии, в состав единого Имперского управления немецкой промышленностью.

## Предыстория
19 декабря 1918 года (документ BA R131/189), в продолжение деятельности созданного ещё в 1914 году Военного комитета германской промышленности (Kriegsausschuss der deutschen Industrie), собрался Германский промышленный совет (Der Deutsche Industrierat). В его состав входили созданные ещё в конце XIX века Союз промышленников и Центральное объединение немецких промышленников. Их представители приняли решение возобновить свою совместную деятельность в составе нового союза. В итоге в новый Имперский союз германской промышленности, начавший функционировать в 1919 году, вошли следующие объединения крупнейших промышленных предприятий Германии:
- Союз промышленников (нем. Bund der Industriellen); образованный 7 ноября 1895 года[2]),
- Центральное объединение немецких промышленников (нем. Zentralverband deutscher Industrieller); образованное в 1876 году[3]
- Ассоциацию для защиты интересов химической промышленности Германии (нем. Vereins zur Wahrung der Interessen der chemischen Industrie Deutschlands)

## Создание и деятельность
Необходимость создания единого предпринимательского союза, который объединил бы все крупнейшие отрасли германской промышленности, возникла по окончании Первой мировой войны. Созданный путём слияния трёх крупнейших довоенных промышленных объединений Германии, Имперский союз германской промышленности собрал под крышей этой централизованной структуры многие сотни промышленных объединений, десятки торгово-промышленных палат.
При образовании Союза в него вошли 445 национальных, 58 региональных и 70 местных ассоциаций производителей, 70 торгово-промышленных палат. Через это коллективное членство в его деятельность в 1922 году было вовлечено около 300, а к середине 1920-х годов — более 1500 частных фирм. Внутри Совета (по состоянию на 1931 год) они были сгруппированы по 19 подразделениям, каждое из которых имело в своём составе рабочие группы (нем. Fachgruppen, общим числом 32). В них было представлено 889 национальных, региональных и местных ассоциаций и торговых палат.
Главным руководящим органом Имперского союза был съезд (нем. Mitgliederversammlung). В промежутках между съездами текущая работа союза возлагалась на аппарат Главного комитета (нем. Hauptausschuss) и президиумы (нем. Präsidium) рабочих органов Союза.
Первым лицом Имперского союза был Председатель президиума (нем. Vorsitzende des Präsidiums). Эту должность занимали:
- 1919–1925 Курт Зорге (1855–1928), в 1917–24 председатель Объединения ассоциаций работодателей Германии (с которым в 1933 году Имперский союз будет слит); с 1919 года член и с 1925 года заместитель председателя наблюдательного совета компании «Фридрих Крупп АГ» в Берлине [5]
- 1925–1931 Карл Дуйсберг (1861–1935) — хозяин Bayer, вошедшей в 1925 году вместе с Badische Anilin, Agfa, Hoechst, Weiler-ter-Meer и GriesheimElektron в состав концерна IG Farben, который впоследствии стал одной из основ экономической мощи фашистской Германии[6][7].
- 1931–1933 Густав Крупп (1870–1950), хозяин концерна; с 1 июня 1933 года — председатель Фонда Адольфа Гитлера[8].

Свою деятельность Имперский союз германской промышленности строил в тесной координацией с Объединением германских союзов работодателей (нем. Vereinigung Deutscher Arbeitgeberverbände), вместе с которым оба союза представляли собой мощную управлеческую надстройку над формально частнокапиталистическими предприятиями. Первый председатель Союза, Курте Зорге, как раз и пришёл в Союз промышленности из союза работодателей; а в 1933 году, уже при Гитлере, оба эти объединения были слиты в одно, ещё более мощное — Имперское управление немецкой промышленностью.
Созданный в 1919 году, то есть сразу же по окончании Первой мировой войны, Имперский союз германской промышленности был нацелен на то, чтобы сохранить работоспособность крупнейших предприятий Германии и не допустить разрухи. Руководящие роли в этом союзе заняли представители двух крупнейших отраслей немецкой промышленности — сталелитейной и химической промышленности. Их ведущие концерны — Фридрих Крупп и ИГ Фарбениндустри — выпускали продукцию, конкурентоспособную на мировых рынках и являвшуюся базовой для развития национального производства двух ведущих отраслей — машиностроения и химии, а также для обеспечения страны топливом.
Так в ИГ Фарбен входило около 500 заводов, которые выпускали синтетический каучук, метанол, смазочные масла и краски, отравляющие и взрывчатые вещества, пластики, бензин включая высокооктановый, серную кислоту, а также никель и магний. Поддерживая тесные отношения с мировым финансовым капиталом, в том числе с рядом крупнейших компаний и банков США, Развитию современной промышленности в Германии содействовали торгово-финансовые связи, установленные магнатами германской промышленности с другими индустриально развитыми странами, в том числе с США. В 1925 году I.G. Farben основала в США General Dyestuff Co. (с 1929 General Aniline Wks., Inc.) с активами в несколько миллионов долларов. В конце 1920-х годов General Motors купила немецкие заводы Opel. Фабрика, производившая бомбардировщики Фокке-Вульф, принадлежала американской фирме I.T.T. Свои капиталовложения сделал в 1920-е годы Германию и Форд.

## Известные члены Имперского совета
Среди других известных промышленников, входивших в состав президиума Имперского союза германской промышленности:
- Роберт Бош (1841–1942), основатель компании Robert Bosch GmbH
- Альфред Гугенберг (1865–1951)
- Пауль Рёйш (1868–1956), компания Langnam-Verein
- Пауль Сильверберг (1876–1959)
- Карл-Фридрих фон Сименс (1872–1941), в 1924–27 президент Совета немецких железных дорог
- Гуго Стиннес (1870–1924) — глава горнодобывающего концерна Hugo Stinnes GmbH

и ряд других.